# Joseph-Gaspard d'Hoffelize
Théobald-Joseph-Gaspard, comte d'Hoffelize (5 janvier 1765, Nancy - 6 janvier 1849, Longuyon) est un officier général et homme politique français, membre de la famille d'Hoffelize.

## Biographie
Fils de Charles-George, comte d'Hoffelize, chambellan de leurs Majestés Impériales, colonel d'un régiment de grenadiers royaux de son nom, et Marie-Louise de Nettancourt, il fut lieutenant-colonel de cavalerie sous l'Ancien Régime. Il émigra sous la Révolution et passa dans l'armée de Condé.
À la Restauration, il devint maréchal de camp et conseiller général de la Moselle. Le 20 novembre 1822, il fut élu député du collège de département de la Moselle, et réélu, le 6 mars 1824. Il appuya tous les projets ministériels présentés a la Chambre septennale. 
Nommé pair de France le 5 novembre 1827, il vit sa nomination à la Chambre haute annulée par la Charte de 1830, après avoir refusé de prêter serment au gouvernement de Louis-Philippe.
Il est le frère de Christophe-Thiébault d'Hoffelize.

## Sources
- « Joseph-Gaspard d'Hoffelize », dans Adolphe Robert et Gaston Cougny, Dictionnaire des parlementaires français, Edgar Bourloton, 1889-1891 [détail de l’édition]